# Louis Bernard-Saraz
Louis Julien Bernard-Saraz, né le 23 janvier 1854 à La Rochelle et mort le 22 juin 1908  en son domicile dans le 5e arrondissement de Paris, est un compositeur français.

## Biographie

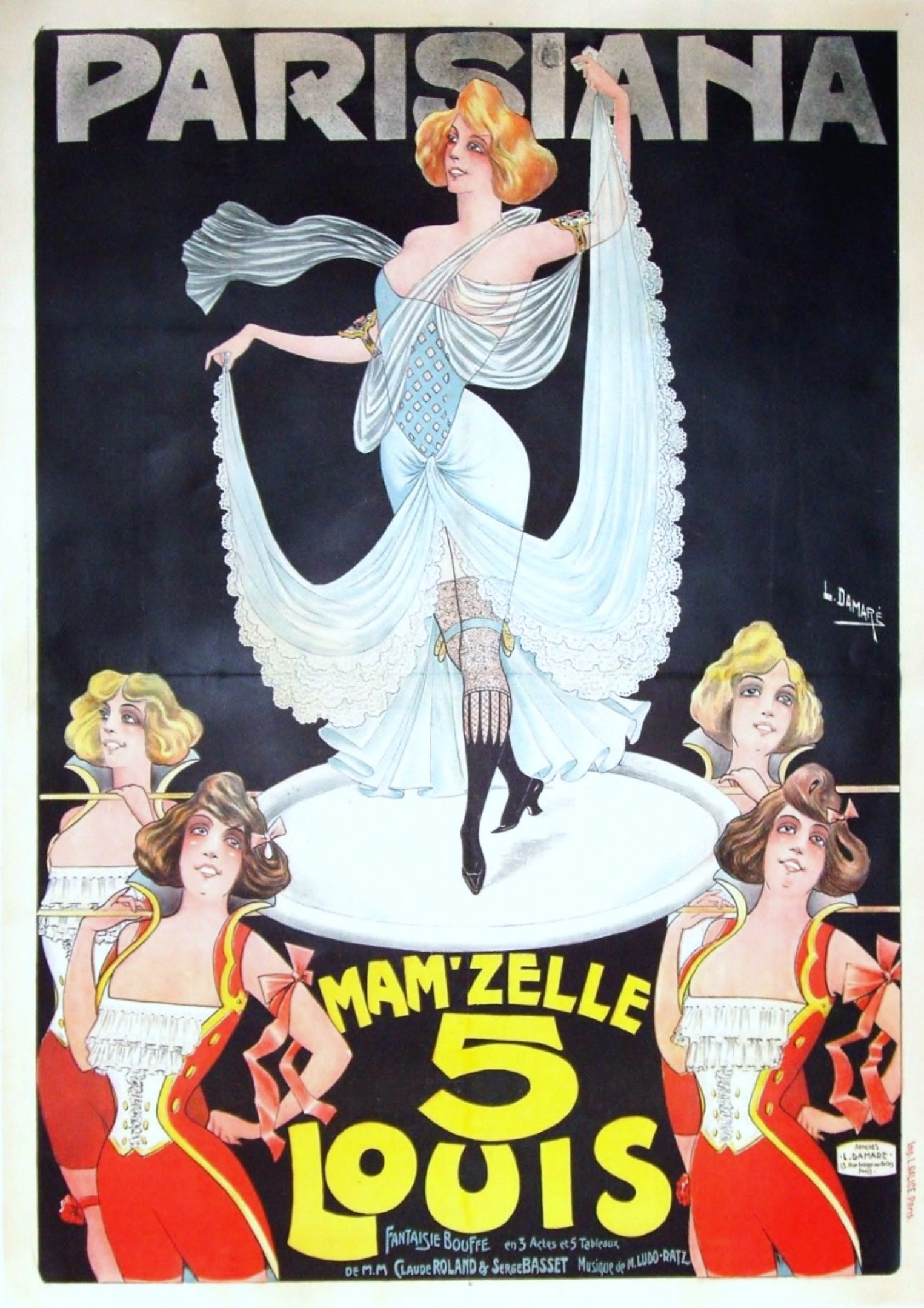
Mam'zelle 5 Louis

Élève du Conservatoire national supérieur de musique et de danse (promotion 1874), il devient professeur de musique au Collège Sainte-Barbe.
Signant certaines compositions sous les pseudonymes de Ludovic Ratz ou de Saraz, on lui doit les musiques de nombreuses chansons de la fin du XIXe siècle sur des paroles, entre autres, de Jules Méry, Eugène Belville, Eugène Héros, Armand Silvestre ou Michel Carré ainsi que des quadrilles, de la musique de scène, des menuets pour piano, des cantates, des polkas et des mazurkas. 